# Conops maculiventris
Conops maculiventris är en tvåvingeart som beskrevs av Krober 1916. Conops maculiventris ingår i släktet Conops och familjen stekelflugor. Inga underarter finns listade i Catalogue of Life.